# Fabroni Bill Yoclounon
Fabroni Bill Yoclounon, né le 14 août 1995 à Cotonou, est un écrivain, juriste et un entrepreneur social béninois. Il est originaire d'Akassato, un arrondissement de la Commune d'Abomey-Calavi. Il est le concepteur de la plateforme IamYourClounon et fait partie des « 30 under 30 Afrique » du magazine Forbes Afrique en 2022. En 2021, il a été TEDx Speaker pour dévoiler non seulement sa personne, mais aussi les œuvres qu'il accomplit. Régulièrement cité parmi les jeunes béninois les plus influents et innovants, il est récompensé aux DSI Awards en décembre 2023 dans la catégorie Défenseur !   

## Biographie
Fabroni Bill Yoclounon est né le 14 août 1995,. Il est titulaire d'un master en droit privé,,. Après avoir suivi une formation en journalisme radio à Radio Univers, une radio école située à l'université d'Abomey-Calavi au Bénin, il devient officiellement journaliste.
Fabroni Bill Yoclounon s'investit dans plusieurs projets et est bénévole au sein de plusieurs associations. Il a été volontaire en service civique international auprès de la fondation Léo Lagrange à Lille en France pendant neuf mois. Membre actif de la Fédération Léo Lagrange Bénin, il intervient dans les luttes contre les discriminations et développe plusieurs activités d'Éducation populaire pour la jeune enfance et les adolescents. En raison de l'affiliation de plusieurs autres associations béninoises à la Fédération Léo Lagrange, Fabroni Bill apporte de son temps et de ses compétences à l'Atelier Ouverture AZO (AOA) et les Éditions Plurielles, toutes deux des associations béninoises axées sur le développement de la Culture dans ses formes artistiques, théâtrales, littéraires et les Arts vivants.
En 2018, Fabroni Bill commence à travailler avec Les Éditions Plurielles où il a été successivement membre du comité éditorial, responsable éditorial et Directeur délégué et par ailleurs Directeur du Concours national d'écriture « Plumes Dorées ». Son activisme littéraire est marqué essentiellement par la mise en œuvre de projets promouvant la lecture classique et numérique auprès du jeune public en milieux scolaires. Aussi, il a coordonné le Concours national d'écriture « Covid-19 au Bénin: écrire pour soigner » en 2021-2022 qui a abouti à la publication d'un recueil de nouvelles produites par 10 jeunes auteurs béninois sous le titre La Bataille du siècle.
Depuis le 1er août 2017, il est membre fondateur et animateur du blog « Biscottes Littéraires » qui a pour mission de promouvoir la littérature béninoise, africaine et au sens large du terme. Fabroni Bill y publie des chroniques littéraires, écrit des nouvelles et contes et fait des comptes rendus de lecture. Il anime ce blog avec plusieurs autres jeunes écrivains béninois.
Avec l'initiative IamYourClounon, une Start-Up qui fait la promotion des langues béninoises sur internet à travers des solutions numériques,, Fabroni Bill YOCLOUNON est désormais présenté comme l'activiste des Langues au Bénin ou encore comme le  « Béninois qui n'a pas ses langues dans sa poche » Son combat se résume au référencement de ces langues sur internet, à leur attractivité, leur écriture et apprentissage ainsi qu'à leur présence avancée sur les moteurs de recherche.

## Littérature
Passionné par la littérature, Fabroni Bill Yoclounon sort un premier livre en 2016 : c'est une Pièce de théâtre intitulée Il n'est pas facile d'être prêtre publiée aux Éditions Nouveautés. Ce livre trace l'histoire d'une jeune femme amoureuse d'un jeune Prêtre. Ce livre est parmi les finalistes de la première édition du Grand Prix Littéraire du Bénin, une initiative qui récompense les meilleurs acteurs de la chaîne du livre béninois; 
Un deuxième en 2017 : c'est un théâtre intitulé Les Héritiers du mal publié dans un recueil de théâtres avec pour titre « Au nom de tous ces cons ». Paru sous Les Éditions Plurielles, ce recueil est le fruit de la dixième édition du Concours national d'écriture « Plumes Dorées » dont Fabroni Bill sera le directeur en 2019. Son texte récompensé à ce Concours en 2017 traite de la question des successions et héritage dans les familles polygamiques au Bénin.
Et le dernier en 2021 est un Recueil de nouvelles intitulé Ces filles qu'on n'oublie jamais composé de dix histoires qui décrivent la Femme comme figure de la société. Comme l'écrit d'ailleurs l'auteur en 4ème de couverture :
« Chaque femme est un visage de la société. Chaque nouvelle de ce recueil dépeint une femme, donc une part de notre communauté. »
Ces nouvelles traitent de différentes problématiques telles que l'avortement, l'éducation sexuelle des jeunes filles, le féminisme, le rôle des femmes dans la société et d'autres sujets abordés dans un contexte africain assez particulier. Fabroni tient la passion pour la littérature depuis le collège et comme on peut le lire dans une interview accordée à un blog, il dévoile la raison pour laquelle il écrit : 

« J'écris parce que mes mains sont avides, mes imaginations trop vagabondes ; j'écris pour taire les bruits inutiles de la parole qui s'envole et pour faire parler les mots qui demeurent. »

En 2023, Fabroni Bill Yoclounon revient avec un nouvel ouvrage assez particulier. Il publie chez le même éditeur, Les Editions Plurielles, un double recueil de nouvelles, un livre tête-bêche intitulé à la tête Ceux qu'on appelle garçons et au dos Ceux qu'on appelle parents. Chaque partie de cet ouvrage compte cinq titres, soit dix nouvelles au total. Outre ces ouvrages individuels, le jeune auteur est co-auteur de quelques collectifs.
En 2025, l'auteur se joint à un dessinateur, Aureal Eugenio Dossou et un artiste sapiential, Adebayo Hounsou, tous deux béninois, pour publier l'ouvrage "Climat et Traditions : Histoires ancestrales pour préserver la planète", un ouvrage écrit en langues française et fon et disponible en version audible dans les deux langues.

## Invention et Succès
Soucieux de la promotion des langues béninoises, il lance le 10 janvier 2018 la plateforme en ligne IamYourClounon, et crée l'application « Clavier fongbé et des langues béninoises » pour permettre aux personnes d'écrire facilement dans les langues locales béninoises,. L'autre application est consacrée aux émojis en fongbé. Intitulée Stickers en Fongbé, cette application a été téléchargée plus de cent mille fois sur Internet.
En 2022, il est classé parmi les « 30 under 30 Afrique » du magazine Forbes Afrique, qui regroupe des personnalités africaines de moins de 30 ans, qui font l’Afrique par leur ambition et leur optimisme. Il figure dans cette liste avec Khaby Lame, Yero Sarr et Gibran Freitas.
En 2023, il est reconnu Jeune Leader du Bénin par la Fondation Friedrich Ebert Stiftung à la faveur du Programme JLB. Quelques mois après cette distinction, il coordonne la publication d'un ouvrage collectif écrit par le Collectif des Jeunes Leaders du Bénin de la 10è promotion (2023) sous le titre évocateur : "Le Bénin de demain, une construction d'aujourd'hui" (mai 2024).
Ses nombreux travaux sur la promotion et la valorisation des langues béninoises lui ont valu une autre distinction en fin d'année 2023. Il est sacré Lauréat des DSI Awards au Bénin, dans la Catégorie Défenseur.
Il a contribué à la disponibilité de Wikipédia en Fongbé et à l'avènement de Google Translate, en langue Fonen juin 2024. Ce succès est autant celui des nombreux travaux de jeunes comme Bonaventure Dossou, Aude Marcel Codjia, Fulberto Gilles Tchiakpè, Ricardo Ahouanvlamè, Marina Tonoukouin, Huguette Oké, Charlemagne Agbassa, Raphaël Zossoungbo, Cynthia Mehou, Pepino Ahéhéhinnou et d'autres personnes morales comme physiques.

## Œuvres
- 2016 : Il n'est pas facile d'être prêtre, Théâtre[28]
- 2017 : Les héritiers du mal, Théâtre
- 2021 : Ces filles qu'on n'oublie jamais, nouvelles, publié chez Les Éditions Plurielles[43]
- 2023 : Ceux qu'on appelle garçons - Ceux qu'on appelle parents, nouvelles, publié chez Les Éditions Plurielles[25]
- 2025 : Climat et Traditions : Histoires ancestrales pour préserver la planète, publié chez IamYourClounon[26].